# Freddy Fender
Freddy Fender (ur. 4 czerwca 1937, zm. 14 października 2006) – amerykański wokalista country, laureat nagrody Grammy. Z pochodzenia Meksykanin. Największym sukcesem Fendera był przebój "Before the Next Teardrop Falls" który w 1975 roku, dotarł na pierwsze miejsce list przebojów country i pop, jeszcze w tym samym roku wylansował utwór "Wasted Days And Wasted Nights", który również dotarł na szczyt zestawienia list przebojów country. Występował z zespołami Texas Tornados i Super Seven, z którymi został uhonorowany prestiżową nagrodą muzyczną Grammy, w 2002 r. otrzymał nagrodę indywidualnie za najlepszy latynoski album "La Musica de Baldemar Huerta”. Zmarł 14 października 2006 r. w swoim domu, przyczyną śmierci był rak płuca.